# リニモカード
リニモカードはかつて愛知高速交通が発行していた乗車カードである。

## 概要
2005年3月6日に営業を開始した愛知高速交通東部丘陵線(以下、愛称の「リニモ」で表記）では当初から名古屋圏の鉄道・バス事業者で共通利用されていた磁気記録式乗車カードシステムのトランパスに対応していたが、トランパスを共通規格化していた名鉄・名古屋市交通局が、2011年2月11日よりICカード乗車券manacaを導入したため、その前日の2月10日をもってトランパスの販売・新規積増が終了。加えてリニモは財務状況が厳しく、費用負担の問題からこの時点でのmanaca導入を見送ったため、両者の代替として登場したのがリニモカードであった。

## カードの種類
- リニモカード
  - 2011年5月15日より各駅の自動券売機、ならびに藤が丘駅、愛・地球博記念公園駅、八草駅の窓口での販売を開始した。
    - 1000円券（利用額1,000円：プレミアムの付与なし）。2011年5月14日までは、藤が丘駅と八草駅の窓口でのみ購入可能であった。

  - 下記3種類のカードは、従来のトランパスと同等のプレミアムが付与される。2011年5月15日より販売を開始。
    - 2000円券（利用額2,200円）
    - 3000円券（利用額3,300円）
    - 5000円券（利用額5,600円）
- オリジナルリニモカード
  - 500円券と1000円券の2種類（プレミアムの付与なし）。オリジナルの文章・写真や絵が入ったカードを、愛知高速交通にて50枚より製作してもらうことができる。
- 限定リニモカード
  - ぽぷかる限定リニモカード
    - 2011年2月13日に開催されたイベント「愛知ポップカルチャーフェスタ（愛称：ぽぷかる）」にあわせて期間限定で販売されたオリジナルデザインのリニモカード。価格は1枚800円、販売期間は2011年1月29日〜2月13日（販売終了）。

  - モリコロパーク限定リニモカード
    - モリゾー・キッコロデザインのリニモカード。2014年2月1日から新デザインのカードが1000枚限定で発売開始され価格は1枚1000円。モリコロパーク内でのみ販売され、カード提示でパーク内施設割引特典があった。2016年2月29日で販売終了。

  - リニモカード700(思い出のマーニー柄)
    - 2015年秋にモリコロパークで開催された「第32回全国都市緑化あいちフェア・大ジブリ博・思い出のマーニー×種田陽平展」にあわせて期間限定で販売されたオリジナルデザインのリニモカード。価格は1枚700円、販売期間は2015年9月1日～11月8日。発売箇所は藤が丘駅・愛・地球博記念公園駅・八草駅及び、名古屋市交通局では2015年9月12日からドニチエコきっぷとのセット販売で20000セット発売。近畿日本鉄道では11月7日まで大ジブリ博入場券・近鉄往復乗車券とのセット販売。ローソンチケットでは大ジブリ博入場券とセット販売された。近畿日本鉄道及びローソンチケットは引換券を販売し藤が丘駅で引換える。

  - リニモカード340
    - 八草駅限定販売

## 利用できる路線
リニモでのみ使用可能である。ストアードフェアシステムには対応しているので、自動改札機に直接投入して利用できる。
＊このカードは、トランパスには非対応である。

## その他
- リニモでは全駅において、2012年2月29日までトランパスの使用ができた。なお、トランパス対応カード（「SFパノラマカード」と称するが、名鉄のそれと異なり、デザインは100形電車を描いた愛知高速交通独自のもの）は、2011年2月1日までリニモ各駅の自動券売機で販売していた。
- リニモでは自動改札機はカードの2枚投入に対応していないため、カード残額が不足する場合には自動券売機もしくは自動精算機を利用する必要がある。その際には、

リニモカード + リニモカード　もしくは
リニモカード + 現金
の組み合わせにする必要がある。
リニモカード + トランパス
の組み合わせはできなかった。

## 販売終了
前述の理由からリニモでの導入が見送られていたmanacaが2016年3月12日に導入されることが決定し（IC乗車カード全国相互利用サービスにも対応）、リニモカードの販売と新規積増はその前日の3月11日をもって終了となり、リニモカードの利用も同年5月31日で終了となった。なお、藤が丘、愛・地球博記念公園、八草の3駅では当分の間、手数料なしでリニモカードの払戻しを行っている。